# Burmoniscus variegata
Burmoniscus variegata is een pissebed uit de familie Philosciidae. De wetenschappelijke naam van de soort is voor het eerst geldig gepubliceerd in 1893 door Dollfus.